# Stolec (stacja kolejowa)
Stolec – nieistniejąca stacja kolejowa w Stolcu w Polsce, w województwie zachodniopomorskim, w powiecie polickim, w gminie Dobra.